# JR東日本總部大樓
JR東日本總部大樓（日语：JR東日本本社ビル）是位於日本東京都澀谷區代代木二丁目的一座大樓，為東日本旅客鐵道（JR東日本）和铁道情报系统（JR系统）的總部，鄰近新宿站南口。1994年9月動工，1997年7月竣工、同年9月啟用。地上部分有28層，地下部分有4層，最高部分高150.15米。
在搬遷至現在的建築之前，JR東日本總部設於原日本國有鐵道的總部大樓。日本國有鐵道總部大樓位於東京都千代田區丸之內一丁目6番5號，在1962年12月竣工。國鐵分割民營化之後，日本國有鐵道總部大樓先作為JR東日本總部大樓使用；後JR東日本將該地出售，大樓被拆除。原日本國有鐵道總部大樓用地現在是丸之內OAZO。

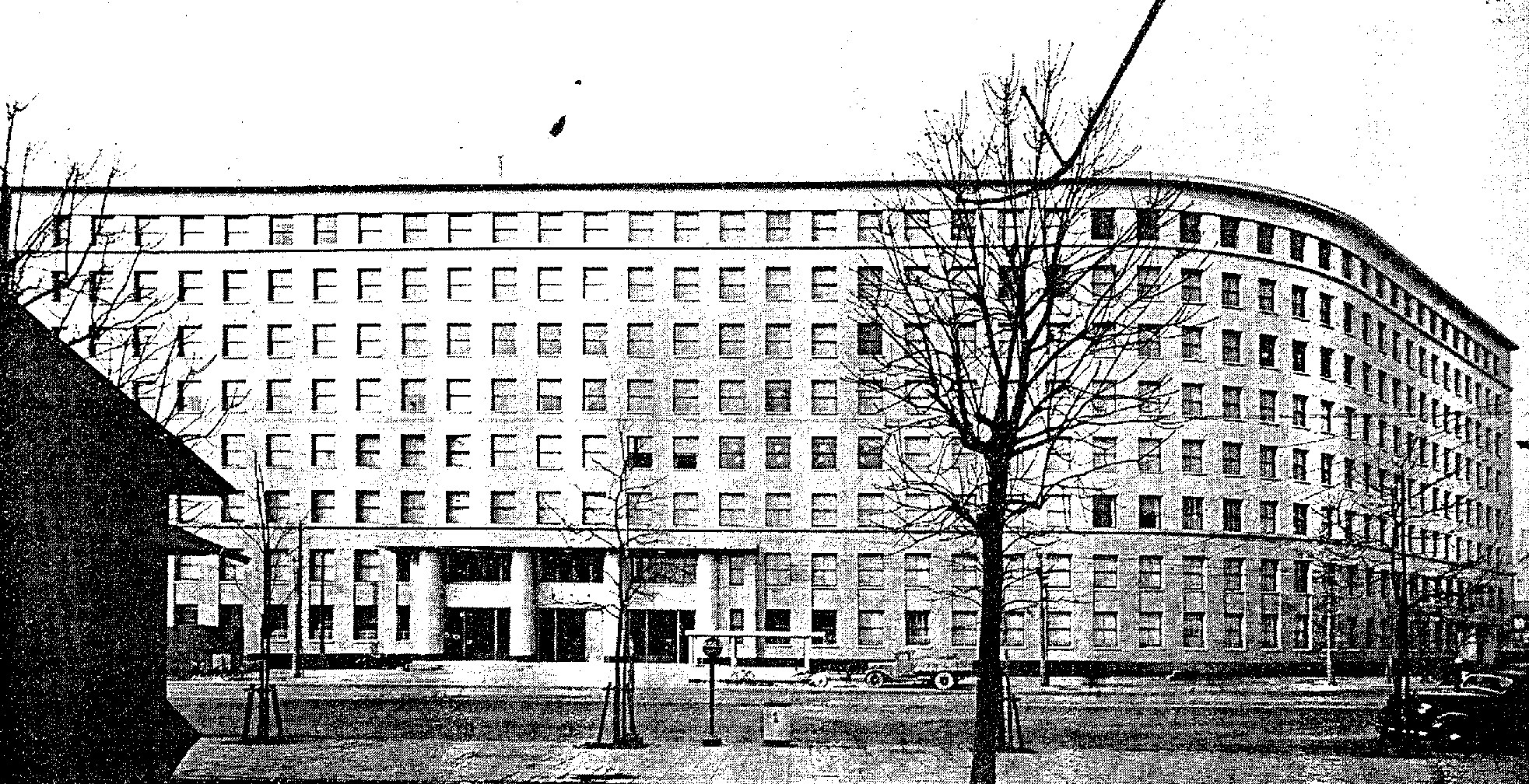
日本國有鐵道總部

## 外部連結
- 廃景録 国鉄本社 その1 - 見学会の際の画像など。
- 国鉄本社／丸の内1丁目 - ぼくの近代建築コレクション （页面存档备份，存于） - 旧館の画像がある。